# Сапіга-полохрум
Сапіга-полохрум (Polochrum repandum) — вид комах з родини Sapigidae.

## Морфологічні ознаки
Тіло чорне з сильно розвинутим жовтим малюнком на голові і грудях; черевце з широкими, цілісними жовтими перев'язками на всіх члениках. Вусики жовтувато-червоні; гомілки і лапки жовті, крила жовтувато-затемнені. Довжина тіла — 15–23 мм.

## Поширення
Ареал охоплює Центральну і Південну Європу, Кавказ, Близький Схід, Малу та Середню Азію. 
Єдиний вид роду в фауні України. В Україні знайдений в Київській, Черкаській, Дніпропетровській і Запорізькій областях та в Криму.

## Особливості біології
Населяє переважно природні біотопи з деревною та чаганиковою рослинністю, захисні лісосмуги, сади, зустрічається у населених пунктах. Літ імаго — у червні–серпні. Личинки — інквіліни бджіл-ксилокоп, поїдають запаси їжі (пилок і нектар) у гнізді хазяїна. Заляльковуються в широкому веретеноподібному цупкому коконі малинового кольору.

## Загрози та охорона
Загрози: вирубування сухих дерев, зменшення кількості дерев'яних споруд, надмірне застосування пестицидів.
Охорона не здійснюється. Треба докладніше вивчити особливості біології виду, виявити і взяти під охорону місця його перебування. Рекомендований до охорони в Карадазькому та Опукському ПЗ.